# Memar Əcəmi
Memar Əcəmi – stacja na linii 2 bakijskiego metra, położona między stacjami 20 Yanvar i Nəsimi. Została otwarta 31 grudnia 1985 r. Istnieje na niej możliwość przesiadki na stację Memar Əcəmi-2 należącą do linii 3.